# Olli Martio
Olli Tapani Martio, född 2 september 1941 i Hausjärvi, är en finländsk matematiker.
Martio blev filosofie doktor 1967. Han var 1972–1980 biträdande professor i matematik vid Helsingfors universitet och 1980–1993 professor vid Jyväskylä universitet samt blev sistnämnda år professor i Helsingfors. Han är sedan 1992 medlem av studentexamensnämnden och har innehaft en stor mängd förtroendeuppdrag inom olika vetenskapliga institutioner och samfund, bland annat som preses för Finska vetenskapsakademien, vars medlem han har varit sedan 1974, 1996–1997. Han har gjort en betydande insats som akademisk lärare och forskare bland annat inom vektoranalysen.